# Kiefer (Familienname)
Kiefer ist ein deutscher Familienname.

## Namensträger

### A
- Adolph Kiefer (1918–2017), US-amerikanischer Schwimmer
- Albert Kiefer (1918–2018), deutscher Kunstpädagoge
- Alfred Kiefer (1893–1977), deutscher Verwaltungsjurist
- Amelie Kiefer (* 1987), deutsche Schauspielerin
- Andreas Kiefer (* 1957), österreichischer Politiker
- Andreas Kiefer (Biologe) (* 1965), deutscher Chiropterologe
- Andrew Kiefer (1832–1904), US-amerikanischer Politiker
- Anselm Kiefer (* 1945), deutsch-österreichischer Maler und Bildhauer
- Anton Kiefer (1627–1672), Schweizer Benediktinermönch und Komponist
- Axel Kiefer (1936–2013), deutscher Fußballspieler

### B
- Bertrand Kiefer (* 1955), Schweizer Arzt, Theologe und Ethiker

### C
- Charles Kiefer-Hablitzel (1872–1947), Schweizer Kaufmann
- Christian Friedrich Kiefer (1803–1878), republikanischer Abgeordneter in Baden
- Claus Kiefer (* 1958), deutscher Physiker und Hochschullehrer

### D
- Daniela Kiefer (* 1974), österreichische Schauspielerin
- Dorkas Kiefer (* 1972), deutsche Schauspielerin, Sängerin und Comedian

### E
- Eduard Heinrich Kiefer (1910–1995), deutscher Schauspieler und Autor
- Edwin S. Kiefer (* 1929), deutscher Ingenieur und Manager
- Erich Kiefer (1903–1962), deutscher Unternehmer und Ingenieur
- Ernst Kiefer (1869–1936), deutscher Mundartdichter
- Ernst Kiefer-Brüderlin (1875–1961), Schweizer Ingenieur und Genealoge
- Ernst Hermann Kiefer (1877–1929), deutscher Fabrikant

### F
- Falk Kiefer (* 1969), deutscher Suchtmediziner
- Friedrich Kiefer (Politiker) (1830–1895), deutscher Jurist und Reichstagsabgeordneter
- Friedrich Kiefer (Jurist) (1879–1952), deutscher Verwaltungsjurist
- Friedrich Kiefer (Pfarrer) (1893–1955), deutscher evangelischer Pfarrer (Deutscher Christ)
- Friedrich Kiefer (Zoologe) (1897–1985), deutscher Zoologe
- Fritz Kiefer (vor 1912–1969), deutscher Redakteur (1934 Auswanderung nach Brasilien)

### G
- Gabriele G. Kiefer (* 1960), deutsche Landschaftsarchitektin
- Gerhard Kiefer (1938–2011), deutscher Ingenieur und Fachbuchautor
- Günter Kiefer-Lerch (1937–2014), deutscher Maler und Grafiker

### H
- Hans Kiefer (Entomologe) (1875–1949), österreichischer Lehrer und Entomologe
- Hans Kiefer (Basketballspieler) (* 1933), österreichischer Basketballspieler und -funktionär
- Hans Kiefer (Biochemiker) (* 1961), deutscher Biochemiker und Hochschullehrer
- Heinrich Kiefer (Architekt) (auch Heinz Kiefer; 1877–1946), deutscher Architekt
- Heinrich Kiefer (Maler) (1911–1980), deutscher Maler und Grafiker
- Heinrich Kiefer (Cellist), deutscher Violoncellist
- Heinrich Joseph Kiefer (1799–1882), deutscher Richter und Abgeordneter
- Heinz Kiefer (* 1948), deutscher Polizist und Verbandsfunktionär
- Heinz-Josef Kiefer (1927–2012), deutscher Industriemanager
- Henri Kiefer (* 2005), deutscher Mountainbiker
- Herman Kiefer (1825–1911), deutsch-amerikanischer Mediziner, Politiker und Diplomat
- Hermann Kiefer (1867–1946), deutscher Jurist und Landrat
- Homer W. Kiefer (1898–1976), US-amerikanischer Generalmajor

### I
- Ida Kiefer (* 1982), deutsche Schauspielerin und Model
- Iris Kiefer, deutsche Filmproduzentin und Drehbuchautorin
- Isidor Kiefer (1871–1962), deutsch-amerikanischer Unternehmer, letzter Vorsitzende einer jüdischen Gemeinde in Worms

### J
- Jack Kiefer (1940–1999), US-amerikanischer Golfer
- Jakob Kiefer (1919–1991), deutscher Turner
- Jan-Hendrik Kiefer (* 1991), deutscher Schauspieler
- Jens Kiefer (* 1974), deutscher Fußballspieler und -trainer
- Johann Kiefer (Politiker) (1914–nach 1961), deutscher Politiker
- Johann Jacob Kindt-Kiefer (1905–1978), deutscher Publizist
- Johannes Kiefer (* 1964), deutscher Regisseur
- Jörg Kiefer (1944–2010), Schweizer Journalist, Autor und Politiker
- Joscha Kiefer (* 1982), deutscher Schauspieler
- Josef Kiefer (Politiker) (1905–1977), deutscher Politiker
- Josef Kiefer (Fußballspieler) (* 1942), deutscher Fußballspieler
- Julius Kiefer (1820–1899), deutscher Kaufmann, Saarbrücker Bürgermeister und Ornithologe
- Jürgen Kiefer (Biophysiker) (1936–2017), deutscher Biophysiker und Radiologe
- Jürgen Kiefer (Wissenschaftshistoriker) (1954–2018), deutscher Wissenschaftshistoriker

### K
- Karl Kiefer (Theologe) (1866–1940), deutscher Theologe
- Karl Kiefer (Bildhauer) (1871–1957), deutscher Bildhauer
- Karl Kiefer (Geschäftsmann) (1874–1946), dänischer Geschäftsmann
- Karl August Wilhelm Kiefer (1783–1860), badischer Oberamtmann
- Klaus H. Kiefer (* 1947), deutscher Germanist

### L
- Lee Kiefer (* 1994), US-amerikanische Fechterin
- Lena Kiefer (* 1984), deutsche Autorin
- Lisa Kiefer (* 2002), deutsche Basketballspielerin
- Lukas Kiefer (* 1993), deutscher Fußballspieler

### M
- Marianne Kiefer (1928–2008), deutsche Schauspielerin
- Marie Luise Kiefer (1934–2025), deutsche Kommunikationswissenschaftlerin
- Martin Kiefer (* 1983), deutscher Schauspieler
- Max Kiefer (1889–1974), deutscher Architekt und SS-Führer
- Meike Munser-Kiefer (* 1973), deutsche Pädagogin
- Michael Kiefer (* 1961), deutscher Islamwissenschaftler
- Michael Mathias Kiefer (1902–1980), deutscher Maler

### N
- Nicolas Kiefer (* 1977), deutscher Tennisspieler

### O
- Oskar Kiefer (1874–1938), deutscher Bildhauer
- Otto Kiefer (1876–1955), deutscher Altphilologe, Übersetzer und Lehrer an der Odenwaldschule

### P
- Peter Kiefer (Politiker, 13. Juni 1884) (1884–1945), deutscher Politiker (Zentrum, NSDAP), MdR
- Peter Kiefer (Politiker, 19. Juni 1884) (1884–1953), deutscher Politiker (LDP/FDP), MdA Berlin
- Peter Kiefer (Komponist) (* 1961), deutscher Komponist und Klangkünstler
- Philip Kiefer (* 1973), deutscher Autor

### R
- Reinhard Kiefer (* 1956), deutscher Schriftsteller
- Rick Kiefer (1939–2025), US-amerikanischer Jazzmusiker
- Rudolf Kiefer (1927–2013), deutscher Pianist und Musikpädagoge

### S
- Severin Kiefer (* 1990), österreichischer Eiskunstläufer
- Stefan Kiefer (1965–2017), deutscher Motorradrennfahrer und Teamchef
- Stefan Kiefer (Designer), deutscher Designer

### T
- Thomas Kiefer (Ruderer) (* 1958), US-amerikanischer Ruderer
- Thomas Kiefer (Theologe) (* 1962), deutscher Theologe und Pädagoge
- Thomas Kiefer (Musiker) (* 1977), deutscher Kirchenmusiker und Chorleiter

### V
- Verena Kiefer (* 1964), deutsche Übersetzerin
- Vinzenz Kiefer (* 1979), deutscher Schauspieler
- Vroni Kiefer (* 1974), deutsche Schauspielerin, Moderatorin, Regisseurin und Autorin

### W
- Warren Kiefer (1929–1995), US-amerikanischer Drehbuchautor und Regisseur
- Wendel Kiefer (1853–?), deutscher Dramatiker
- Wilhelm Kiefer (1890–1979), deutscher Journalist und Schriftsteller
- Willy Kiefer (1927–2013), deutscher Heimatforscher
- Wolfgang Kiefer (* 1941), deutscher Physiker und Hochschullehrer